# Cellule souche neurale
Pour les articles homonymes, voir Cellule souche (homonymie).
Les cellules souches neurales sont des cellules souches - multipotentes et capables de s'auto-renouveler - dont le potentiel de différenciation est restreint aux types cellulaires neuraux, notamment : 
- Neurone[2],
- Astrocyte[2] et
- Oligodendrocyte[2].

Durant l'embryogenèse, ces cellules souches neurales sont situées dans la zone ventriculaire du tube neural. 
Elles génèrent l'ensemble des types cellulaires nécessaires au système nerveux central (à l'exception de la microglie), par un processus appelé neurogenèse. 
Contrairement à ce qui était pensé au début du XXe siècle, la neurogenèse ne se produit pas uniquement durant le développement embryonnaire et jusqu'à l'adolescence, mais continue à évoluer physiologiquement durant toute la vie adulte. Un récepteur nucléaire orphelin, le  « TLX » joue un rôle dans la persistance et la prolifération des cellules souches neurales adultes en réprimant leur différenciation vers un phénotype glial.

## Présence chez les mammifères adultes
Chez les mammifères seules deux régions du cerveau sont connues pour maintenir des cellules souches neurales adultes :
- la zone sous-ventriculaire (ZSV) qui borde les ventricules latéraux ; Les précurseurs neuronaux produits dans cette zone sous-ventriculaire migrent ensuite vers le bulbe olfactif, où ils se différencient en neurones matures ;
- et le gyrus denté  de l'hippocampe (ou « GD »), qui joue un rôle important dans la mémorisation.

Chez le rat de laboratoire, des études ont mis en évidence le rôle de ces cellules souches neurales dans certains processus de la mémoire, de la dépression, et de l'odorat (mémorisation des odeurs).
Il existerait également des cellules souches neurales dans le système nerveux périphérique adulte.

## Enjeux
De nombreux espoirs médicaux reposent sur la présence des cellules souches neurales dans les lignées gliales et neuronales chez l'adulte, notamment celui de lutter contre les maladies neurodégénératives (maladie d'Alzheimer et maladie de Parkinson) ou encore celui de faciliter une régénération des neurones après une lésion (blessure neurologique ou ischémie).

## Caractérisation
Les cellules souches neurales sont principalement étudiées in vitro, à l'aide d'un système de culture appelé test des neurosphères qui fut développé par Reynolds et Weiss. Les cellules sont extraites d'une zone potentiellement neurogénique (ou purifiées grâce à des marqueurs de surface ou des modifications génétiques) et sont mises en culture en présence de facteurs de croissance (ex : EGF, FGF). Les cellules forment alors :
- soit des neurosphères, un regroupement de cellule de forme sphérique - ce qui indique un certain potentiel neurogénique,
- soit un tapis de cellules différenciées - ce qui indique une absence probable de cellule souche dans la zone étudiée.

Les neurosphères formées sont constituées de populations hétérogènes, dont des cellules souches neurales à division lente (1 à 5 %) et une grande majorité de cellules progénitrices nestine-positives, à division rapide,,. Le nombre total de ces progéniteurs (à divisions lente et rapide) détermine la taille des neurosphères. Ainsi, une disparité dans la taille des sphères entre deux populations d'origines différentes peut refléter des différences de caractéristiques de prolifération, de survie et/ou de différenciation. Par exemple, la délétion de la  β1-intégrine n’empêche pas la formation de neurosphères mais diminue significativement leurs tailles : en effet, l'absence de β1-integrine augmente la mort cellulaire et diminue la prolifération.
Les propriétés d'auto-renouvellement et de multipotence des cellules souches neurales ont été définies principalement par ce système des neurosphères :
- La capacité d'auto-renouvellement correspond à la capacité de former des neurosphères secondaires à partir de cellules isolées des premières neurosphères.
- Dans un second temps, le retrait des facteurs de croissance et la différenciation subséquente des cellules permet d'apprécier la multipotence de ces neurosphères. La présence de neurone et de cellule gliale démontre qu'elles sont constituées de cellules souches neurales.

Cette caractérisation in vitro a cependant des limitations et il est bien plus difficile de démontrer le caractère souche de cellule in vivo.
Le facteur de croissance épidermique (EGF) et le facteur de croissance fibroblastique (FGF) sont des facteurs de prolifération des cellules souches et progénitrices in vitro, mais d’autres facteurs synthétisés par les cellules souches et progénitrices en culture sont nécessaires pour leur expansion.

## Origine embryonnaire
La totalité du système nerveux dérive du neuroectoderme, un des feuillets embryonnaire qui se spécifie durant la neurulation. Il forme un neuroépithélium pseudo-stratifié qui entoure les futurs ventricules cérébraux lors de la fermeture du tube neural. Les cellules souches neurales sont à la base de ce feuillet, au bord des ventricules. Elles commencent à avoir une activité neurogénique très tôt, vers E9-10 (jour de développement embryonnaire) chez la souris, et acquièrent des propriétés de glie radiaire : Elles sont en contact avec les surfaces apicale et ventriculaire mais leur corps cellulaire reste dans la zone ventriculaire qui borne les ventricules. Durant l'épaississement du cortex, le prolongement apical s'allonge et donne à la cellule cette morphologie polarisée radiale. La glie radiaire se caractérise par l'expression de divers marqueurs moléculaires dont certains spécifiques du lignage gliale (ex. : GLAST, BLBP, Nestin, Vimentine, RC1 RC2 et parfois même GFAP). C'est lorsque les cellules neuroépithéliales se transforment en glie radiaire qu'elles deviennent neurogéniques et passent d'une division symétrique proliférative à une division asymétrique neurogénique. Les cellules de la glie radiaire générent la majorité des cellules neuronales et gliales du système nerveux central.
Une des particularités de la division neurogénique est la migration nucléaire intercinétique. Le corps cellulaire de la cellule se déplace le long du prolongement radial en fonction de la phase du cycle cellulaire. Les raisons de ce phénomène ne sont pas encore connues mais pourraient être liées à la régulation de l'exposition à des facteurs de différenciation ou de prolifération (ex: voie Notch) ou à une optimisation de l'espace au niveau de la zone ventriculaire.
La glie radiaire peut directement générer des cellules différenciées destinées à devenir des neurones : les neuroblastes. Ces neuroblastes migrent le long du prolongement radial de la cellule qui les a générés. Ils vont alors remplir le cortex en se différenciant en neurone postmitotique. La glie radiaire peut également générer un précurseur prolifératif intermédiaire qui se différenciera en neurones après plusieurs cycles de division rapide, ce qui permet d'augmenter le nombre de neurones générés. 
L'ensemble de l'activité neurogénique est étroitement contrôlé pour générer le nombre de neurones adéquat. L'activité neurogénique puis gliogénique serait régulée en fonction du temps et de l'espace pour générer le bon type de neurone au bon endroit. Ce contrôle s'effectuerait par des activités morphogènes et des programmes transcriptionnels spécifiques à chaque partie du cerveau et de la moelle épinière. Une des questions encore en suspens est de savoir si chaque glie radiaire à la possibilité de générer l'ensemble des diverses populations gliales et neuronales ou s'il existe différentes populations de glies radiaires avec chacune un potentiel restreint.

## Découvertes des cellules souches neurales adultes
Dès 1960, la formation de nouveaux neurones dans une partie de l'hippocampe avait été suspectée pendant la vie post-natale et chez le jeune adulte, notamment par Altman et Das en 1965. Vers 1970, André Gernez et ses collaborateurs affirment que la neurogenèse continue d'exister après la naissance[source insuffisante]. Néanmoins, la signification de ces résultats ne fut pas exploitée et le sujet resta controversé durant près de vingt ans. 
En 1989, l'équipe de Sally Temple décrit l'existence de progéniteurs multipotents et capables de s'auto-renouveler dans la zone sous-ventriculaire du cerveau de souris. En 1992, Reynolds et Weiss ont été les premiers à isoler des cellules souches et progénitrices neurales à partir d'une dissection « grossière » du striatum, contenant la région sous-ventriculaire, de cerveaux de souris adultes. Dans la même année, l'équipe de Constance Cepko et Evan Y. Snyder furent les premiers à isoler des cellules multipotentes du cervelet de souris, à les transfecter avec l'oncogène v-myc et à les réimplanter dans un cerveau de nouveau-né. Ses travaux ouvrirent la voie à la possibilité de générer de nouvelles cellules neurales dans le cerveau à partir de cellules souches. En 1998, Elizabeth Gould de l'université de Princeton démontre la neurogenèse dans une partie spécifique de l'hippocampe du singe adulte. Ce même phénomène est observé par l'équipe de Freg Gage au Salk Institute de Californie chez l'être humain. Depuis, des cellules souches et progénitrices ont été isolées à partir d’autres régions du système nerveux central, dont la moelle épinière, chez différentes espèces, dont l'Homme,,.